# Issiaka Cissé
Issiaka Cissé (20 de septiembre de 1991) es un ciclista marfileño miembro del equipo amateur Albiono Pro Cycling.

## Palmarés
| 2010 - 1 etapa del Tour de Togo - Campeonato de Costa de Marfil en Ruta 2012 - 1 etapa del Tour de Camerún 2013 - Tour de Costa de Marfil, más 3 etapas - 2 etapas del Gran Premio de Chantal Biya - 1 etapa del Tour de Faso 2014 - Tour de Costa de Marfil, más 4 etapas - 1 etapa del Tour de Togo - 3.º en el Campeonato de Costa de Marfil en Ruta 2016 - 1 etapa del Tour de Costa de Marfil | 2017 - 1 etapa del Tour de Camerún - Tour de Togo, más 1 etapa 2018 - 1 etapa del Gran Premio de Chantal Biya - Tour de Costa de Marfil, más 3 etapas - 1 etapa del Tour de Camerún 2019 - 1 etapa del Tour de Camerún 2021 - 1 etapa del Tour de Faso 2024 - 2 etapas del Tour de Camerún |